# Fox in the Box
Fox in the Box je české vydavatelství deskových her, sídlící v Děčíně. Bylo založeno roku 2016 Davidem Hanáčkem. Zaměřuje se na komplexní deskové hry.

## Produkty
Vydavatelství lokalizuje a vydává zejména hry autora Phila Eklunda, Cole Wehrleho a sérii 18XX Leonharda Olgera. Vydává ale také řadu dalších her, obvykle považovaných za značně komplexní.

### Seznam vydaných her dle roku vydání
- Neanderthal (1. edice) (2016)
- Pax Renaissance (2017)
- Pax Renaissance: rozšíření (2017)
- 18CZ (2017)
- Bios: Genesis (2017)
- 18Lilliput (2018)
- Bios: Megafauna (2.edice) (2018)
- Greenland (3. edice) (2019)
- John Company (2019)
- Root (2019)
- Root: Rozšíření říčního lidu (2019)
- Pád nebes: Galské povstání proti Caesarovi (2020)
- Pax Pamir (2. edice) (2020)
- Neanderthal (2. edice) (2020)
- Watergate (2020)
- Praga Caput Regni (2020)
- Churchill (2021)
- Pád nebes: Ariovistus (2021)
- High Frontier (4. edice) (2021)
- Conflict of Heroes: Bouře oceli (2021)
- Kemet: Krev a písek (2021)
- Root: Mechanické rozšíření (2021)
- Root: Balíček vyhnanců a partyzánů (2021)
- Root: Další Tuláci (2021)
- Root: Rozšíření Podzemní říše (2021)
- Cave Evil (2021)
- Pax Emancipation (2021)